# Manfred Salmhofer
Manfred Salmhofer (* 29. Mai 1964 in Graz) ist ein österreichischer mathematischer Physiker, der an der Universität Heidelberg lehrt.

## Leben und Werk
Salmhofer studierte an der Karl-Franzens-Universität Graz bei Christian Bernd Lang, wo er 1987 den Grad eines Mag. rer. nat. erwarb. Von 1988 bis 1990 war er als Doktorand am Max-Planck-Institut für Physik in München unter der Anleitung von Erhard Seiler beschäftigt; 1990 wurde er von der Karl-Franzens-Universität Graz mit der Arbeit On Chiral Symmetry Breaking zum Dr. rer. nat. in Theoretischer Physik promoviert. Von 1991 bis 1995 arbeitete er als Post-Doktorand an der University of British Columbia (UBC) in Vancouver, an der Princeton University und der Universität Leiden. Von 1995 bis 2001 war er an der ETH Zürich als Assistenzprofessor angestellt. Von 2001 bis 2008 war er Professor (C4) am Institut für Theoretische Physik an der Universität Leipzig. Seit 2008 lehrt er als Professor (W3) am Institut für Theoretische Physik  der Universität Heidelberg Theoretische Physik, Mathematische Physik und Physik komplexer Systeme.
Seine Tätigkeitsgebiete umfassen Angewandte Analysis, Mathematische Physik (u. a. Renormierungstheorie, Quantenfeldtheorie und Statistische Mechanik) und Festkörperphysik (Hochtemperatursupraleiter). Insbesondere beschäftigte er sich mit der Renormierung von Fermi-Flächen und deren Untersuchung mit Renormierungsgruppenmethoden. Ein weiterer Schwerpunkt seiner Arbeit ist die Renormierung im Kontext von Fermi-Flüssigkeiten. Zur Renormierung veröffentlichte Salmhofer 1998 sein Buch Renormalization: An Introduction.
Im Jahr 2006 organisierte er am Mathematischen Forschungsinstitut Oberwolfach, zusammen mit Christoph Kopper und Vincent Rivasseau, die Konferenz The Rigorous Renormalization Group. 2007 leitete er dort mit Stefan Adams den internationalen Workshop Analysis and Stochastics in Quantum Many-Body Systems und 2008 war er, mit László Erdős, Benjamin Schlein und Horng-Tzer Yau, für das Oberwolfach-Seminar Feynman Diagrams in Quantum Dynamics verantwortlich.
Von 2007 bis 2017 war Salmhofer Projektsprecher der Forschungsgruppe 723 der Deutschen Forschungsgemeinschaft. Von 2003 bis 2005 war er Sprecher des Fachverbandes „Theoretische und Mathematische Grundlagen der Physik“ der  Deutschen Physikalischen Gesellschaft. Seit 2019 ist der Sprecher des Exzellenzclusters EXC 2181 der Deutschen Forschungsgemeinschaft. Er ist im Editorial Board der Communications in Mathematical Physics.

## Auszeichnungen
1992 erhielt Manfred Salmhofer die Otto-Hahn-Medaille der Max-Planck-Gesellschaft.

## Ausgewählte Publikationen
- M. Salmhofer: Renormalization. An Introduction. Springer, Berlin 1998, ISBN 3-540-64666-3.
- G. Keller, Ch. Kopper und M. Salmhofer: Perturbative renormalization and effective Lagrangians in {\displaystyle \Phi _{4}^{4}}. In: Helvetica physica acta. Band 65, 1992, S. 32–52 (kek.jp [PDF]).
- E. Langmann, M. Salmhofer und A. Kovner: Consistent axial - like gauge fixing on hypertori. In: Modern physics letters. A9, 1994, S. 2913–2926, arxiv:hep-th/9308115.
- N. Furukawa, T. M. Rice und M. Salmhofer: Truncation of a 2-dimensional Fermi surface due to quasiparticle gap formation at the saddle points. In: Physical Review Letters. Band 81, 1998, S. 3195–3198, arxiv:cond-mat/9806159.
- M. Salmhofer und C. Honerkamp: Fermionic renormalization group flows: Technique and theory. In: Progress of theoretical physics. Band 105, 2001, S. 1–35, doi:10.1143/PTP.105.1 (oup.com [PDF]).
- mit C. Honerkamp, Thomas Maurice Rice, N. Furukawa: Breakdown of the Landau-Fermi liquid in two dimensions due to umklapp scattering, Physical Review B, Band 63, 2001, S. 035109, Arxiv